# Limoniet
Limoniet is een amorf mineraal met de molecuulformule FeO(OH)·nH2O. De moleculen in limoniet zijn samengesteld uit ijzer, zuurstof en een hydroxidegroep en zijn vaak gehydrateerd. Limoniet en goethiet moeten niet met elkaar worden verward. Limoniet is de onvolkomen gekristalliseerde vorm van goethiet.

## Eigenschappen
Limoniet heeft een hardheid van 4 tot 4,5 op de hardheidsschaal van Mohs, de massadichtheid is 2,7 tot 4,3 kg/l en het mineraal is niet radioactief. Chemisch gezien bestaat limoniet uit een hele reeks ijzeroxiden en ijzerhydroxiden, zoals goethiet en lepidocrociet. Het basisbestanddeel van limoniet bestaat uit microkristallijne goethietmineralen, maar er zijn zodanig veel variaties mogelijk, dat limoniet geen vaste chemische formule heeft.
Limoniet wordt nooit in kristalvorm aangetroffen, maar vaak als een grondachtige massa, die gemakkelijk kan worden gebroken. Als er al kristallen worden aangetroffen in limoniet, dan zijn die meestal afkomstig van goethiet of lepidocrociet. Limonietkristallen kunnen het niet zijn, omdat limoniet per definitie geen kristalstructuur heeft en het een amorf mineraal is.

## Vorming
Limoniet wordt gevormd door de directe neerslag uit zout- of zoetwater in ondiepe zeeën, lagunes of moerassen. Het wordt om die reden vaak moerasijzererts genoemd.

## Voorkomen
Limoniet wordt in alle gesteenten en mineralen gevonden, die het metaal ijzer bevatten. Het ontstaat uit de afwisseling van verschillende eerder bestaande materialen, waaronder kalk- en kwartshoudende gesteenten. Limoniet kan organisch van oorsprong zijn, wanneer het in meren of kunstbekkens uit bacteriën wordt gevormd.
Het roest dat een dunne film op ijzer vormt, bestaat ook uit limoniet. De belangrijkste vorm van limoniet komt voor in laterietafzettingen. Laterieten bestaan uit achtergebleven en onoplosbare ijzer- en aluminiumoxiden, die door verwering zijn gevormd van gesteenten in vooral tropische en subtropische gebieden. Landen als Angola, Brazilië, Canada, Cuba, Frankrijk, India, Italië en Congo zijn grote exporteurs van limoniet.

## Toepassingen
Limoniet werd in het verleden ook als ijzererts gebruikt, maar tegenwoordig wordt het alleen nog maar industrieel gewonnen als kleurstof. Limoniet levert namelijk de gele tot geelbruine kleurstof oker, die voor allerlei doeleinden wordt gebruikt. Limoniet wordt ook aangewend bij het maken van kleimodellen, omdat het andere materialen waarmee het in contact komt niet corrodeert.
Limoniet komt wereldwijd voor als resultaat van de omzetting van andere ijzerhoudende mineralen. Chemisch gezien is roest ook een vorm van limoniet, maar dan veel brozer.